# Enda Kenny
Enda Kenny (irisch: Éanna Ó Coinnigh) (* 24. April 1951 in Castlebar, County Mayo) ist ein irischer Politiker der Fine Gael. Er war vom 9. März 2011 bis 13. Juni 2017 Premierminister Irlands.

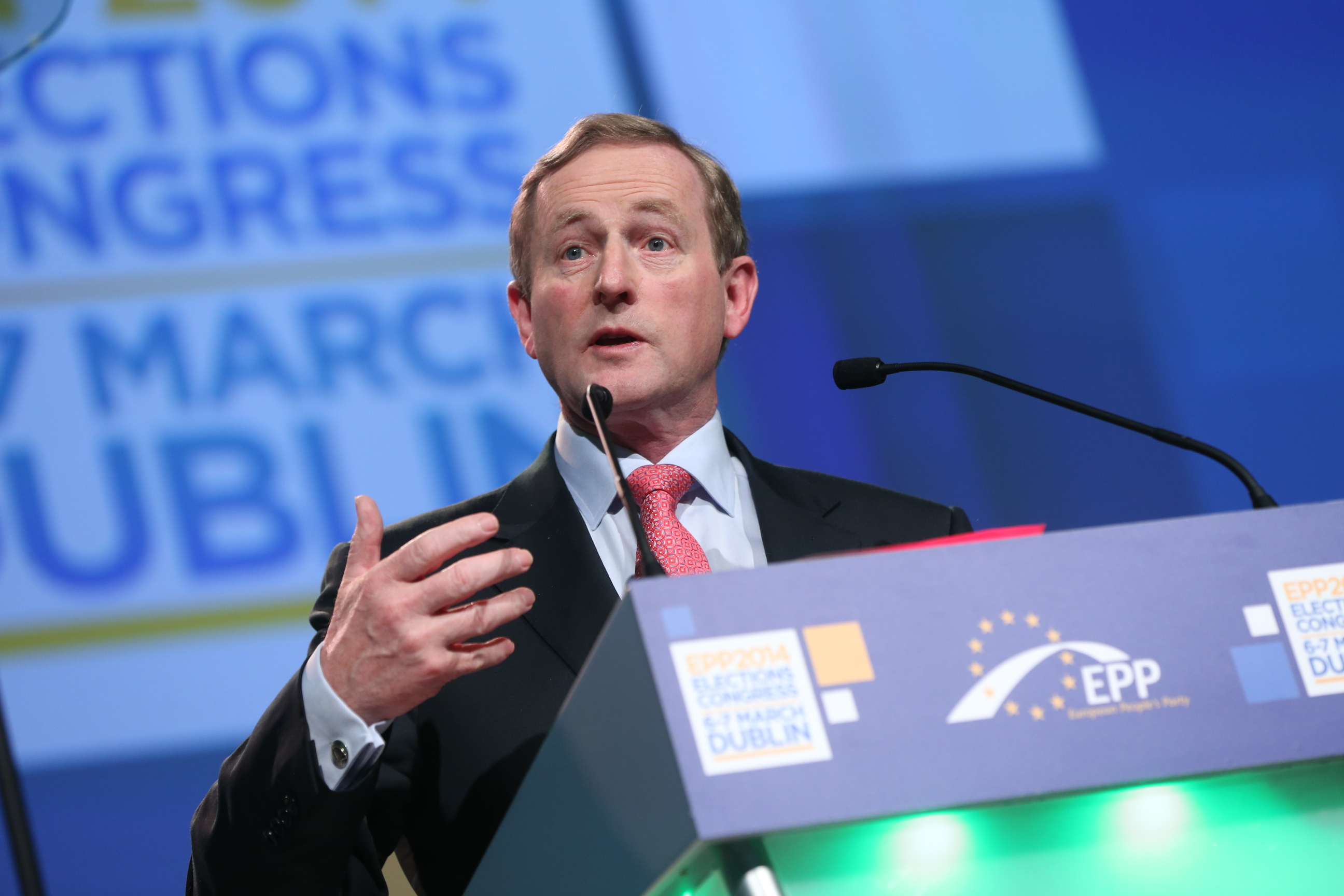
Enda Kenny (2014)

## Laufbahn
Kenny besuchte das St. Patrick’s Teacher Training College in Drumcondra/Dublin und die National University in Galway City. Im Jahr 1975 wurde er bei einer Nachwahl im Wahlkreis Mayo West in den 20. Dáil Éireann gewählt und besetzte dabei den vakanten Sitz seines verstorbenen Vaters Henry Kenny. Bei allen darauffolgenden Wahlen konnte er sein Mandat verteidigen. Während des 24. Dáil bekleidete er vom 13. Februar 1986 bis zum März 1987 das Amt eines Staatsministers im Bildungsministerium. Im Dezember 1994 wurde Kenny von Taoiseach (Premierminister) John Bruton zum Minister für Tourismus und Handel berufen und gehörte bis Juni 1997 der Regierung an.

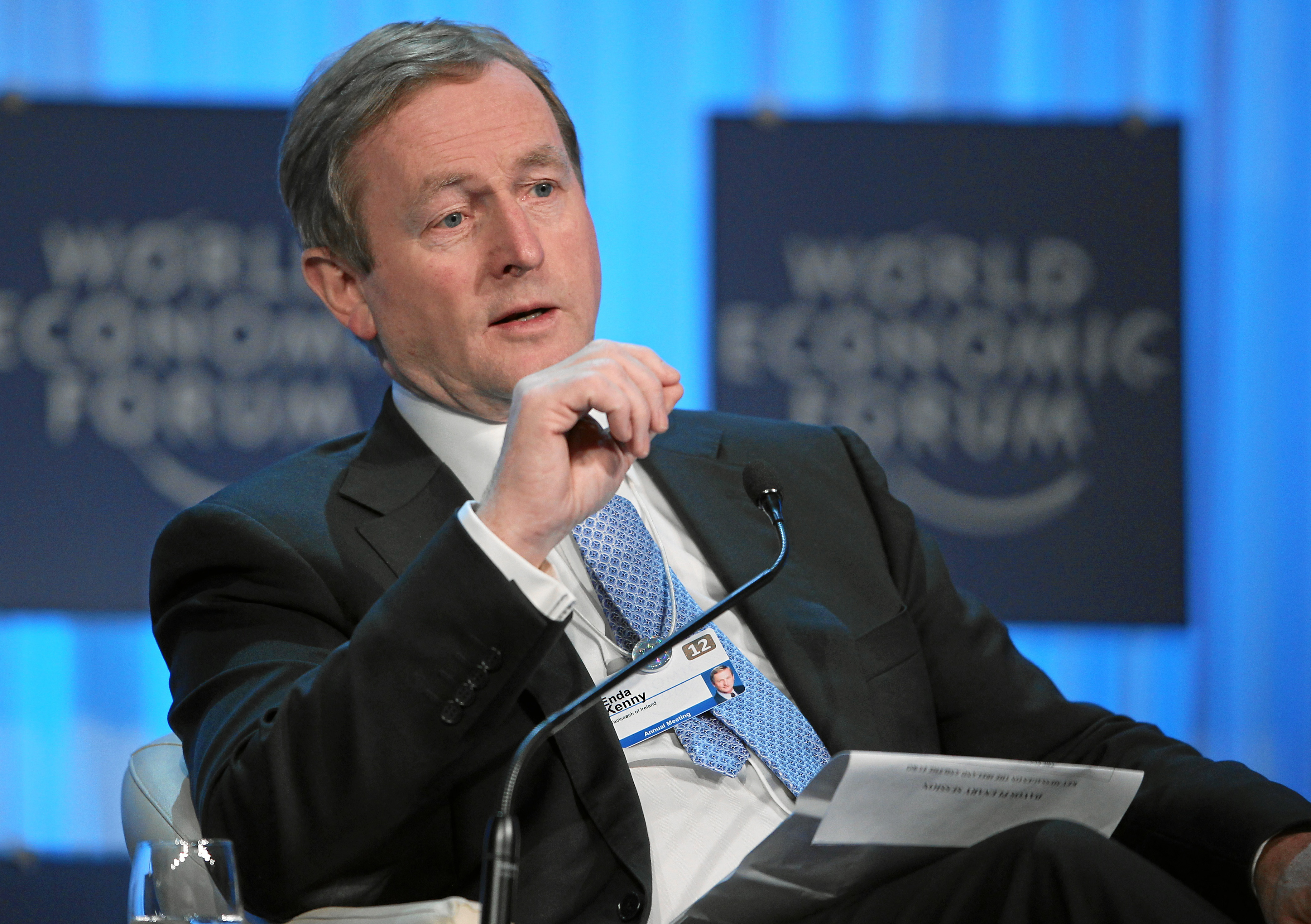
Kenny während des WEFs 2012

Als die Fine Gael bei den Wahlen 2002 zum Dáil Éireann erdrutschartige Verluste erlitt und 23 der 54 Abgeordnetenmandate verlor, wurde Kenny im Juni des gleichen Jahres als Nachfolger von Michael Noonan zum neuen Vorsitzenden der Fine Gael gewählt. Als solcher gelang es ihm, die Wahlverluste von 2002 bei den Unterhauswahlen im Mai 2007 nahezu auszugleichen, bei der die Fine Gael nunmehr 51 Mandate erzielte und wiederum deutlich zweitstärkste Kraft im Parlament wurde. Nach dem Wahlsieg seiner Partei bei den Unterhauswahlen im Februar 2011 wurde Kenny am 9. März 2011 Taoiseach und löste damit Brian Cowen von der Fianna Fáil ab.
Am 17. Mai 2017 trat Kenny mit Wirkung ab 18. Mai von seinem Amt als Parteivorsitzender von Fine Gael zurück und erklärte gleichzeitig, dass er das Amt des Taoiseach nur noch bis zur Benennung eines Nachfolgers am 2. Juni ausüben werde. Zu seinem Nachfolger wurde vom irischen Parlament am 14. Juni 2017 Leo Varadkar gewählt. Kenny stand vor seinem Rücktritt über Monate „wegen seiner Rolle in einer Schmutzkampagne gegen einen Polizei-Whistleblower unter Druck“.
Neben seiner Tätigkeit im Parlament gehörte er von 1975 bis 1995 dem Mayo County Council an.

## Persönliches
Kenny ist seit 1992 mit Fionnuala O’Kelly verheiratet und hat mit ihr drei gemeinsame Kinder. Er ist ein engagierter Wanderer und Bergsteiger und bestieg unter anderem den Kilimandscharo. In seiner Jugend war er ein aktiver Gaelic-Football-Spieler und ist heute noch Fan-Mitglied des Mayo-Gaelic-Football-Vereins. Er spricht fließend Irisch.
Eine besondere Beziehung unterhält Kenny zu Inis Oírr, der kleinsten der drei Aran-Inseln. Ein Vorfahre von ihm hatte auf der Insel den Posten des Leuchtturmwärters inne und Kenny erzählt gerne, dass es dort am Strand von Inis Oírr war, wo er seiner Frau Fionnuala den Heiratsantrag machte.